# Palau Adoldo
El Palau Adoldo és un palau de Venècia, situat al districte de Santa Croce als números 711-712 i amb vistes al Gran Canal, a prop del Palau Foscari Contarini, no gaire lluny de l'església de San Simeon Piccolo.
Té vistes al Gran Canal, vorejat a l'esquerra pel campiello della Comare, més enllà del qual hi ha l'església de San Simeon Piccolo, i a la dreta pel Palau Foscari Contarini. Juntament amb aquest últim constitueix la seu veneciana de l'INAIL (Istituto Nazionale Assicurazione contro gli Infortuni sul Lavoro).

## Història
Té orígens antics i va ser la llar dels Adoldo o Adoaldo, una família d'origen grec registrada entre els patricis venecians i que es va extingir el 1432. Una membre de la família, Lucia Adoldo, va donar el palau a la parròquia de San Simeon Piccolo, tal com ho testifica una inscripció a la façana.
La mateixa placa recorda que el 1520 l'edifici, que estava en perill d'esfondrar-se, va ser reconstruït en una forma més àmplia per Vittore Spiera.

## Arquitectura

### Detalls de la façana del Gran Canal

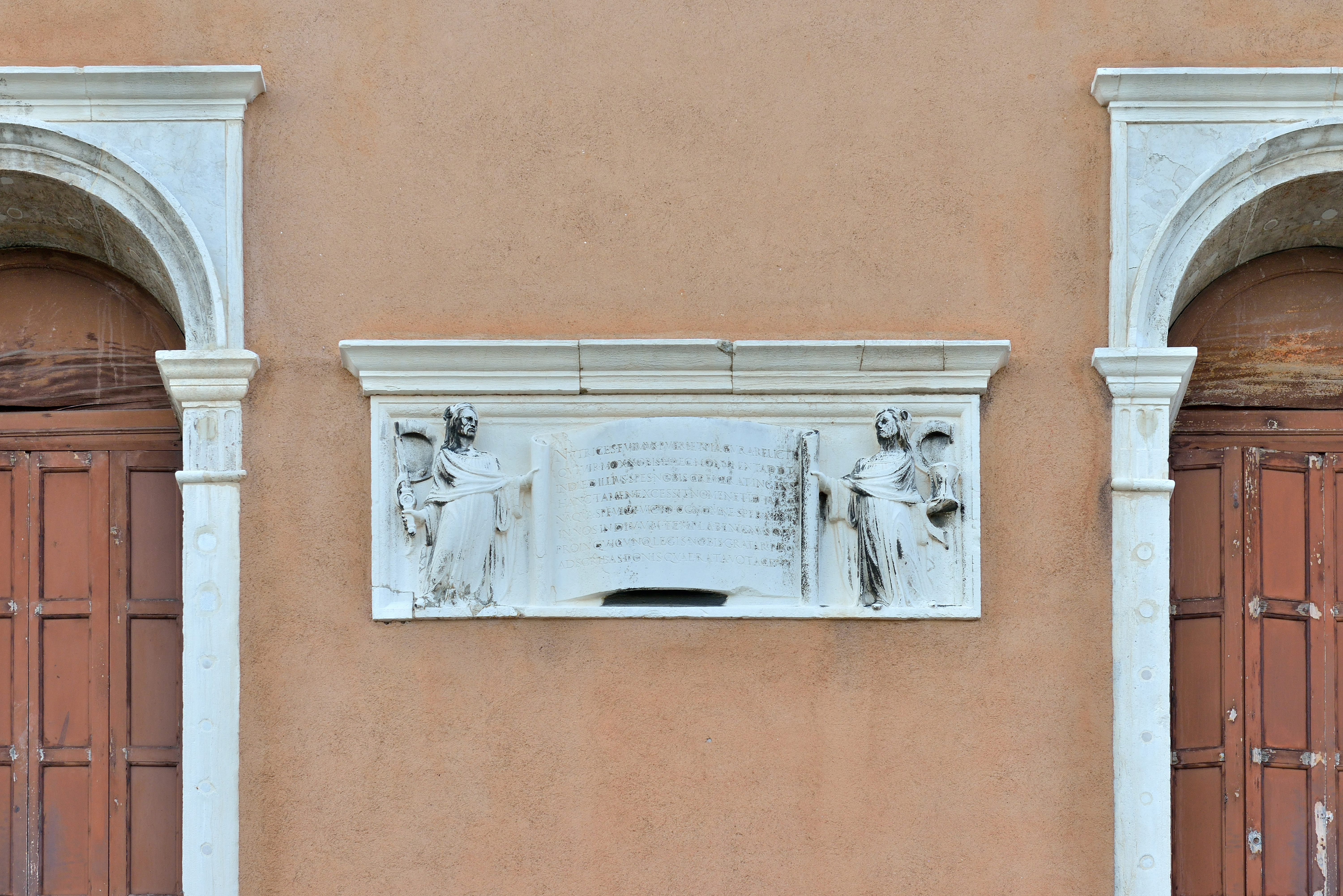
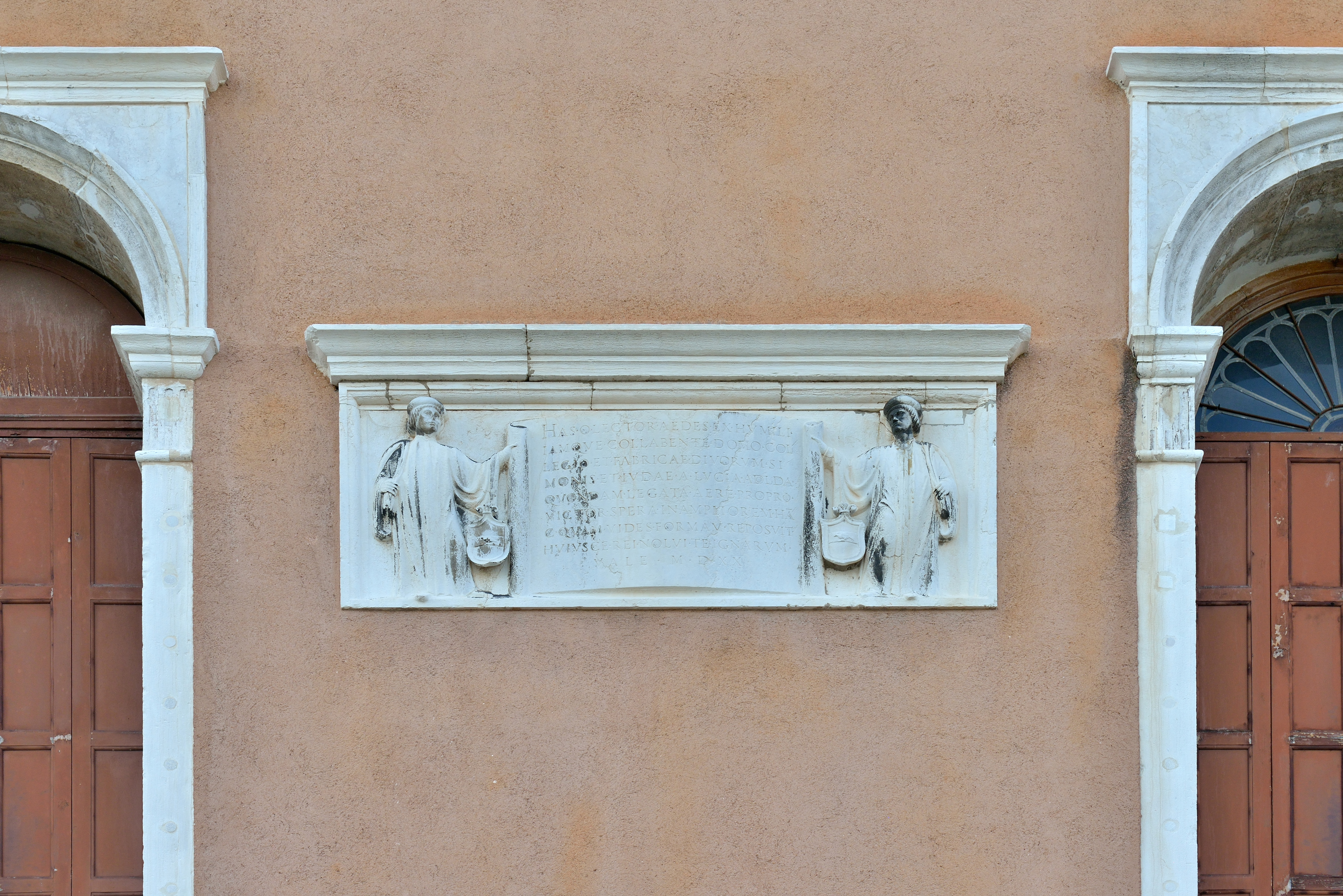
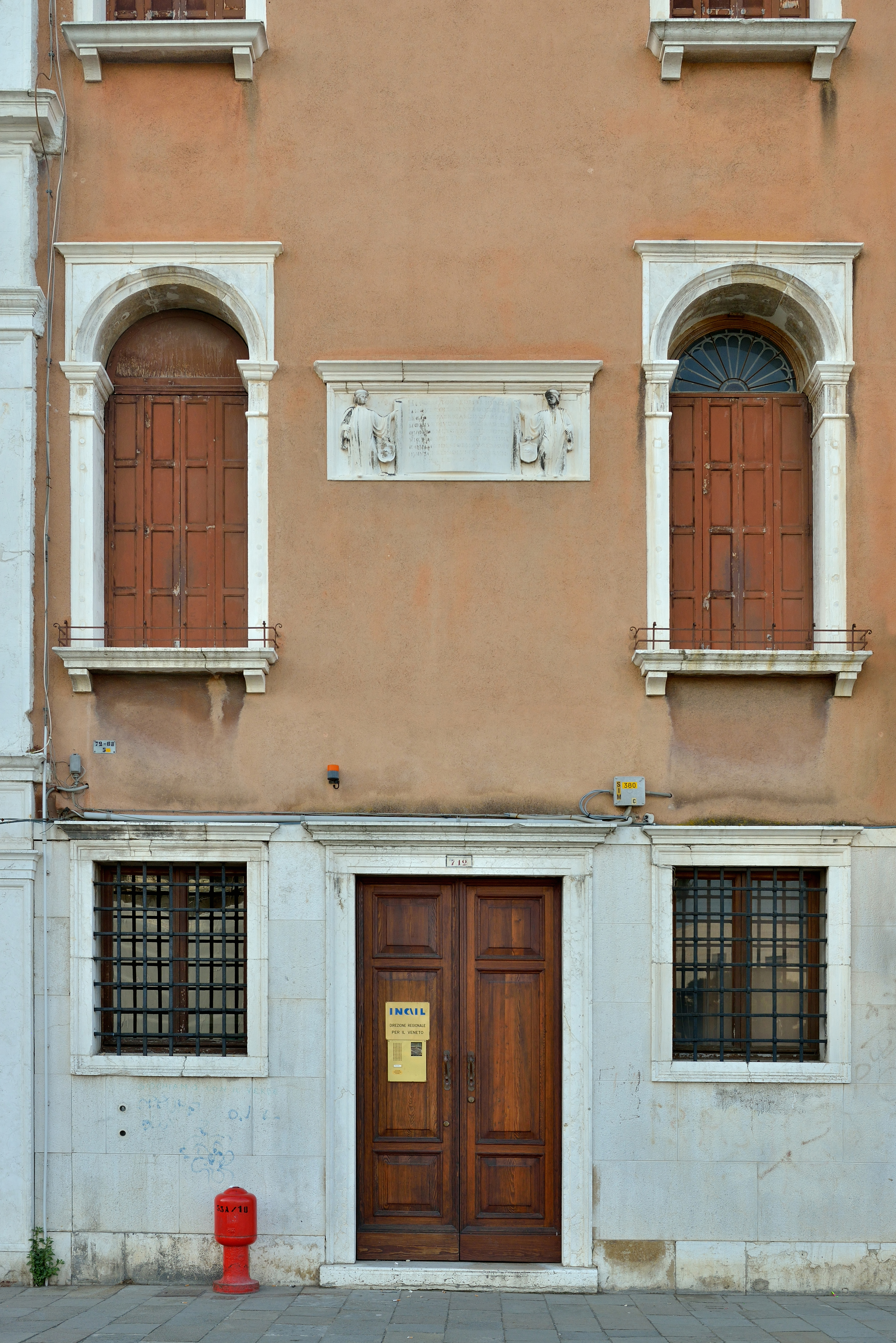

La façana s'estén per tres plantes més un entresol a les golfes.
A la planta baixa remodelada, hi ha obertures rectangulars senzilles de pedra blanca. Les dues plantes principals es caracteritzen per un parell de finestres d'una sola llança a cada costat (entre les del primer pis hi ha dos baixos relleus), inserides en marcs de pedra, i per una finestra central d'una doble llança, sostinguda per columnes jòniques i tancada per un parapet, de pedra al primer pis, de ferro forjat al segon.
Les golfes es caracteritzen per una peculiar zona elevada en què s'inscriu una lluneta sobre tres finestres quadrades aparellades. A la part superior hi ha una estatueta que representa una àguila.